# Casă, dulce casă (film din 2002)
Casă dulce casă (titlul original: în engleză Sweet Home Alabama) este o comedie romantică din 2002, regizată de Andy Tennant. În rolurile principale apar Reese Witherspoon, Josh Lucas, și Patrick Dempsey. Filmul a fost lansat pe 27 septembrie 2002 și a primit recenzii mixte de la criticii de specialitate.

## Legături externe
- Casă, dulce casă la Internet Movie Database